# 피에르 리트바르스키
피에르 리트바르스키(Pierre Littbarski, 1960년 4월 16일 ~ )는 VfL 볼프스부르크의 스카우터로 활동 중인 독일의 은퇴한 축구 선수로 독일 대표팀 시절 1990년 FIFA 월드컵 우승의 주역으로 활약했으며 선수 시절 FC 쾰른, 라싱 클뢰브 드 프랑스, J1리그의 제프 유나이티드 지바, 베갈타 센다이 등에서 활약했다.

## 수상

#### 1. 쾰른
- DFB 포칼 : 1982-83
- UEFA컵 준우승 : 1985-86

#### 서독 국가대표
- FIFA 월드컵 : 우승 (1990), 준우승 (1982, 1986)

### 개인
- 발롱도르 7위 : 1982
- FIFA 월드컵 도움왕 : 1982
- 키커 분데스리가 올해의 팀 : 1981–82, 1984–85, 1989–90
- 키커 랑리스테 : WK 2회, IK 8회, NK 12회
- 독일 올해의 골 : 1985
- 시드니 FC 명예의 전당 : 2015